# Angelus Sturm
Angelus Sturm OSB, Taufname Ludwig (* 10. Februar 1886 in Pavelsbach, heute Postbauer-Heng; † 24. Mai 1968 in Metten) war ein deutscher Benediktinerpater, Mönch in der Benediktinerabtei Metten, sowie Kirchen- und Kunsthistoriker.

## Biografie
Ludwig Sturm besuchte das Alte Gymnasium am Ägidienplatz in Regensburg, die Vorläuferschule des Albertus-Magnus-Gymnasiums und begann nach dem Abitur 1904 mit dem Studium der Philosophie und Katholischen Theologie in Regensburg. 1909 empfing er die Priesterweihe und wirkte anschließend zwei Jahre als Kaplan in Pressath.
Im Jahr 1911 trat er in die Benediktinerabtei Metten ein und erhielt bei der Profess den Ordensnamen Angelus. Nach dem Noviziat war er 1912/13 Kaplan in der von Kloster Metten betreuten Pfarrei Neuhausen. Anschließend absolvierte er 1913 bis 1917 an den Universitäten München und Würzburg das Studium der Klassischen Philologie. Nach Staatsexamen und Referendariat wirkte er von 1918 bis 1966 als Lehrer am St.-Michaels-Gymnasium in Metten (unterbrochen durch die Schließung des Gymnasiums 1939–45).
Im Kloster versah er die Ämter des zweiten Novizenmeisters (1924–29), des zweiten Bibliothekars (1935–37), des Gastpaters (1953–57) und des Direktors des Dritten Ordens (1932–68). Neben diesen Ämtern und seiner Tätigkeit als Lehrer verfasste Angelus Sturm zahlreiche Studien zur Lokalgeschichte, zur Ordensgeschichte und zur Kunstgeschichte. Im Zentrum seiner wissenschaftlichen Forschungen und Publikationen stand die Metten benachbarte ehemalige Benediktinerabtei Oberalteich. Bedeutend sind bis heute seine Arbeiten zur Deutung des barocken Bildprogramms der Fresken in der Klosterkirche Oberalteich.
Bereits 1923 war Angelus Sturm als ordentliches Mitglied in die Bayerische Benediktinerakademie aufgenommen worden.

## Schriften (Auswahl)
- Eine Klosterreform zur Zeit des 30jährigen Krieges. Bausteine zur Biographie des Abtes Veit Höser von Oberaltaich. In: Benediktinische Monatsschrift, Jg. 5, 1923, S. 379–394.
- Kloster- und Kirchenbau in Oberaltaich, in: Ostbairische Grenzmarken 13, 1924, 129–135.
- Ein Oberaltaicher Original, der Historiker Johannes Pliemel, in: Bayerwald 23, 1925, Heft l, 20–24.
- Eine Pastoralinstruktion für bayerische Benediktinermissionare aus der Zeit des 30jährigen Krieges. In: Benediktinische Monatsschrift, Jg. 8, 1926, S. 357–365.
- Ältere Baugeschichte des Klosters Oberaltaich, in: Jahresbericht des Historischen Vereins Straubing 28, 1926, 17–36.
- Die Fresken des Oberaltaicher Münsters, in: Jahresbericht des Historischen Vereins Straubing 29, 1927, 28–60; 31, 1929, 64–73; 34, 1932, 79–95.
- Die Wiedererrichtung der Abtei Metten, in: Alt und Jung Metten 4, 1930, 2–19.
- Veit Höser als aszetischer Führer und Lehrer, in: Studien und Mitteilungen zur Geschichte des Benediktinerordens 49, 1931, 363–374.
- Das Leben des sel. Mönches und Pfarrers Albert zu Oberaltaich, in: Jahresbericht des Historischen Vereins Straubing 33, 1931, 35–57.
- Die Benediktinermissionäre in der Oberpfalz während des 30jährigen Krieges, in: Studien und Mitteilungen zur Geschichte des Benediktinerordens 51, 1933, 218–230.
- Das Oberalteicher Wirtschaftsbuch von 1754, in: Jahresbericht des Historischen Vereins Straubing 36, 1934, 17–98.
- Christus in der Eucharistie als Ideal der Menschen, Winterberg 1941.
- Mit Christus Jesus, Winterberg 1942.
- Erzabt Bonifaz Wimmer, in: Alt und Jung Metten 25, 1959, 113–121.